# Chris Kempers
Chris Kempers (* 7. Januar 1965 in Mönchengladbach; eigentlich Christiane Kempers) ist eine deutsche Sängerin.

## Vor der Entdeckung
Nach ersten Banderfahrungen in ihrer Region machte sie Karriere als Studio- und Chorsängerin. In dieser Tätigkeit knüpfte sie bereits erste Kontakte zu Pop- und Schlagergrößen wie zum Beispiel Howard Carpendale, Roy Black oder Bernhard Brink. 1988 nahm sie als Mitglied der Gruppe Rendezvous an der deutschen Vorentscheidung zum Eurovision Song Contest teil, allerdings mit nur mäßigem Erfolg.

## Ihre Entdeckung und der Eurovision Song Contest 1990
Zu Beginn der 1990er Jahre fiel sie dem deutschen Publikum in der Fernsehshow Donnerlippchen erstmals auch als Solistin bei einer Imitation der Popgröße Jennifer Rush auf. Ralph Siegel engagierte sie daraufhin zusammen mit Daniel Kovac für einen Auftritt beim deutschen Vorentscheid zum Eurovision Song Contest 1990. Der Beitrag Frei zu leben stammt aus der Feder von Siegel, als Texter war Michael Kunze tätig.
Chris Kempers und ihr Partner Daniel Kovac traten am 29. März im Deutschen Theater in München auf und gewannen die nationale Entscheidung. Niemand hatte mit einem Sieg des Popduetts gerechnet – Buhrufe und ein verwirrter Hape Kerkeling als Moderator. Der Sieg war deshalb überraschend, da, nachdem die zehn zur Auswahl stehenden Lieder am 24. und 25. März im Radio vorgestellt worden waren, das Radiopublikum Isabel Varell per Postkarte zur Siegerin gewählt hatte. Dieser Sieg war zudem in der deutschen Popszene sehr umstritten, vielfach kritisierte man die gesanglich fragwürdige Leistung Daniel Kovacs sowie die textliche Schlichtheit des Siegertitels. Eine Teilnehmerin schaltete sogar einen Rechtsanwalt ein, da sie die Aussagekraft der TED-Ergebnisse anzweifelte. Beim Eurovision Song Contest 1990 in Zagreb belegten Chris Kempers und Daniel Kovac schließlich den neunten Platz.

## Nach dem Eurovision Song Contest 1990
Nach dem ESC 1990 trennte Chris Kempers sich von ihrem Duettpartner. 1991 und 1992 war sie Teil der Rheinland-Pfälzer Rockgruppe „Palatinate“. Sie versuchte sodann ihr Glück in verschiedenen Musicals, wie Gambler oder Loreley und beendete dann ihre Gesangskarriere.